# Schoenotenes emmetra
Schoenotenes emmetra – gatunek motyla z rodziny zwójkowatych.
Gatunek ten został opisany w 2013 roku przez Józefa Razowskiego.
Motyl znany z pojedynczego okazu samicy rozpiętości skrzydeł 19 mm. Głowa i tułów białe. Skrzydła przednie białe z brązowymi znakami, tylne białawe z brązowawym podbarwieniem na końcach. Narządy rozrodcze samicy o signum dużym, słabo zesklerotyzowanym i położonym proksymalnie.
Owad znany wyłącznie z indonezyjskiej wyspy Seram.